# 에쿼레아 빅토리아
수정 해파리는 북미 서해안에서 주로 발견되는 히드라충강 중 하나이다.
이 종은 aequorin 및 녹색 형광 단백질(GFP)의 공급원으로 알려져 있다. 시모무라 오사무(下村 脩)와 그 동료들은 생물 발광(bioluminescence)에 관여하는 두 단백질에 관한 연구로 2008년 노벨 화학상을 수상했다.

## 설명
수정 해파리는 몸 전체가 투명하고 무색이며 종 모양의 몸의 가장자리까지 확장된 최대 100개의 요골관 중앙에 매우 신축성이 높은 입과 복장뼈를 가지고 있다. 성체의 표본에는 종 가장자리에 울퉁불퉁한 촉수가 최대 150개로 둘려싸여 있다. 촉수에는 인간에게 영향을 미치지 않지만 먹이 포획을 돕는 자포(刺胞, cnidocyte)를 가지고 있다. 3cm보다 큰 표본에는 일반적으로 요골관 길이의 대부분을 차지하는 유성 생식을 위한 생식선을 가지고 있다.  몸의 가장자리는 히드라충강의 전형적인 근육질의 피막으로 둘러싸여 있으며, 몸의 근육 수축을 통해 이동을 돕는다. 큰 표본은 종종 해파리의 하산면에 공생하는 hyperiid amphipods와 함께 발견되거나 내장이나 방사관에서 살고 있다.

## 분포 구역
수정 해파리는 베링해에서 캘리포니아 남부까지 태평양의 북아메리카 서해안을 따라 발견된다. 메두사형 해파리는 늦은 봄에 바닥에 사는 폴립에서 출발한 원양 유기체이다. 수정 해파리의 성체는 동태평양의 해안가에 떠다니며 헤엄치는 모습을 볼 수 있다. 특히 퓨젓사운드만에서 흔히 볼 수 있다.
2009년 9월, 수정 해파리는 Moray Firth에서 발견되다. 이 표본은 스코틀랜드 애버딘셔의 맥더프 해양 수족관에 전시되어 있다.

## 동정(同定)
수정 해파리의 동정은 형태학적 특징 중에 대부분 촉수의 수, 요골관의 수, 주변부의 무척추동물의 균형감 수용체(Statocyst), 크기를 이용하기 때문에 종들을 구별하는 것은 어려울 수 있다. 개체에 따라 특징들의 형태가 다를 수 있고, 촉수와 요골관의 수는 크기에 비례한다. 수정 해파리의 서식지에는 평면 해파리(Aequorea coerulescens)서식하기도 한다. 평면 해파리는 주로 동태평양 연안 발견되지만, 희귀한 표변은 캘리포니아 중부와 퓨젓사운드만 북부 프라이데이 하버(Friday Harbor)에서 수집된다. 평면 해파리(A. coerulescens)는 형태학적으로 수정 해파리와 유사하지만 수정 해파리보다 연골관의 크기가 크다. 하지만 성체가 아닌 평면 해파리와 수정 해파리는 형태학적으로 구별하기 어렵다.
수정 해파리는 녹색 형광 단백질(GFP)의 발견자인 시모무라 오사무의 Aequorea equorea와 동의어로 생각된다.
시모무라 오사무는 마틴 찰피, 로저 와이와 함께 중요한 생물학적 연구 도구로서 녹색 형광 단백질(GFP)을 발견하고 개발한 공로로 2008년 노벨 화학상을 수상했다. 처음 A. victoria라는 이름은 태평양에서 발견된 변종을 나타내는 데 사용되거나 대서양과 지중해에서 발견되는 표본에 사용되었다. GFP 정제에 사용된 종 이름은 나중에  M.N. Arai와 A. Brinckmann-Voss 의해 논란이 되어 브린크만 보스(1980)는 밴쿠버 섬 주변에서 수집된 40개의 표본을 기반으로 분리하기로 결정되었다. 시모무라 오사무는 1961년부터 1988년까지 워싱턴 대학의 프라이데이 하버 연구소 주변 바다에서 약 100만 마리의 개체를 수집했으며, 많은 경우 해파리의 형태에 뚜렷한 변화가 있었다고 주목했다.

## 생활사(生活史)
수정 해파리는 계절적 패턴으로 asexual benthic polyps(해저에서 생활하는 무성생식 원통 해양 고착 생물)와 sexual planktonic medusae(바다를 부유하며 생활하는 유성생식 성체 해파리)를 번갈아가며 이형성을 띄는 생활사를 가지고 있다. 수정 해파리의 어린 시절은 늦은 봄에 수생 군집에서 무성생식을 통해 군집에서 떨어져 태어난다. 독립 생활을 하는 히드라충강의 해파리들은 플랑크톤에서 평생을 보낼 것이다. 성체 해파리는 생애의 첫 번째 단계에서 빠르게 성장하며 약 3cm에 도달하면 번식을 위한 배우체(配子,gamete)를 생산한다. 각 성체 해파리는 수컷이거나 암컷이다. 난자와 정자는 충분한 양의 먹이가 주어지면 성체 해파리의 생식선에서 성숙해지고, 가벼운 신호에 반응하여 물기둥으로 자유 산란되며, 그곳에서 수정, 정착하여 새로운 히드라충의 군집을 형성한다. 히드라충들은 바닥의 딱딱하거나 바위가 많은 기질에서 살며, 봄마다 (아직 알려지지 않은) 환경적 신호에 반응하여 무성생식을 통해 작은 해파리들을 생식한다. 성체 해파리(메두사) 형태는 일반적으로 대략 늦봄부터 가을까지 약 6개월 동안 산다.

## 박물학(博物學, Natural history)
수정 해파리는 일반적으로 부드러운 몸을 가진 유기체를 먹지만, 요각류, 따개비 노플리우스 그리고 다른 유생 플랑크톤 유기체와 같은 갑각류 동물 플랑크톤을 먹기도 한다. 젤라틴 형태의 유기체는 유즐동물, 유형류 및 다른 히드라충강을 포함하며, 조건이 적절할 경우 수정 해파리도 포함된다. 먹이는 자포(刺胞, cnidocyte)를 포함하는 긴 촉수에 걸리고 성체 해파리 절반 크기의 유기체를 먹기 위해 팽창할 수 있는 수축성이 매우 높은 입으로 섭취된다. 탐욕스러운 성격 때문에, 수정 해파리의 밀도는 동물 플랑크톤 밀도와 반비례할 수 있다. 수정 해파리의 수영 속도는 신체 크기가 증가함에 따라 증가하지 않아 비효율적인 동물로 간주한다. 그러므로, 수정 해파위해 직접적인 접촉을 필요로 한다. 이는 환경에서 수동적으로 움직일 수 있는 압력을 가하는 에너지 추진력을 통해 이루어진다.

## 포식자
수정 해파리는 유령해파리과에 속하는 키아네아 카필라타 와 유즐동물 , 관해파리목 및 다른 성체 해파리에 의해 잡아 먹힌다. 많은 표본이 해파리의 하산면에 부착된 기생생물과 함께 발견된다. 하지만 이 기생생물은 해파리의 몸에 파고들 수 있지만 치명적인 영향을 미치지는 않는다.

## 발광
수정 해파리는 에쿼린(광단백질)과 상호할 수 있는 칼슘이온(Ca2+)의 빠른 방출로 푸른 빛을 생성한다. 생성된 푸른 빛은 녹색 형광 단백질(GFP)에 의해 녹색으로 변환된다. 이러한 에너지 전달을 FRET(Förster resonance energy transfer)라고 한다. aequorin(광단백질)과 녹색 형광 단백질(GFP)은 생화학 연구에 자주 사용되는 중요한 형광 단백질이다.

1961년, 시모무라 오사무와 존슨은 프라이데이 하버 연구소의 해파리로부터 단백질 aequorin(광단백질)의 작은 분자 보조 인자인 coelenterazine을 분리했다. 그들은 정제된 샘플에 바닷물을 첨가할 때 나타난 발광을 발견한 후, 생물 발광을 유발하기 위해 칼슘 이온(Ca2+)이 필요하다는 것을 발견했다. 이 연구는시모무라 오사무에 의해 발견된 녹색 형광 단백질(GFP)에 대한 연구의 토대가 되었다. 1967년에 Ridgeway와 Ashley는 등딱지의 단일 근육 섬유에  aequorin(광단백질)을 미세 주입했고 근육 수축 동안 일시적인 칼슘 이온 의존적 신호를 관찰했다.

녹색 형광 단백질(GFP) 대한 연구를 통해, 시모무라 오사무는 마틴 챌피, 로저 첸과 함께 2008년 노벨 화학상을 수상했다.
이 발견은 세포와 박테리아에 대한 연구를 통해 치료와 의학적 진단에 대한 더 많은 이해를 가능하게 하기 때문에 의학 분야에서 큰 발전을 이끌었다.